# Ben Peterson
Ben Peterson (n. 27 iunie 1950, Wisconsin, SUA) este un luptător ce a reprezentat Statele Unite ale Americii, medaliat olimpic. A participat la 2 ediții ale Jocurilor Olimpice (1972, 1976) în care a câștigat o medalie de aur și o medalie de argint.